# 心まで抱きしめられたら
「心まで抱きしめられたら」（こころまでだきしめられたら）は、久川綾の楽曲で、6枚目シングル（品番:VPCG-82108）。1997年12月21日にバップより発売された。

## 解説
8枚目アルバム『wish』からの先行シングルであり、自身初のマキシシングル。
初回仕様盤は、封入特典としてレーベル型ステッカー付き（ビクチャーレーベル仕様）。

## 収録曲
1. 心まで抱きしめられたら [4:54]
作詞：久川綾　作曲：浅田直　編曲：上杉洋史
  - 文化放送系『久川綾のSHINY NIGHT』テーマソング
2. Happy Dinner [4:28]
作詞：久川綾　作曲：M.Rie　編曲：上杉洋史
3. スマイル [4:59]
作詞：永原美奈子　作曲・編曲：浅田直
4. 心まで抱きしめられたら(ラジオ・エディット) [2:43]
作詞：久川綾　作曲：浅田直　編曲：上杉洋史
5. 心まで抱きしめられたら（オリジナル・カラオケ）
6. 心まで抱きしめられたら(オルゴール・ヴァージョン) [3:16]
  - 作曲：浅田直、編曲：大森亮